# Leschaux
Leschaux este o comună în departamentul Haute-Savoie din sud-estul Franței. În 2009 avea o populație de 262 de locuitori.

## Evoluția populației
| An        | 1975 | 1982 | 1990 | 1999 | 2006 | 2009 |
| --------- | ---- | ---- | ---- | ---- | ---- | ---- |
| Populație | 108  | 172  | 214  | 257  | 272  | 262  |